# Kebarepan
Kebarepan is een bestuurslaag in het regentschap Cirebon van de provincie West-Java, Indonesië. Kebarepan telt 4316 inwoners (volkstelling 2010).